# Вигицоло д'Есте
Вигицоло д'Есте (итал. Vighizzolo d'Este) је насеље у Италији у округу Падова, региону Венето.
Према процени из 2011. у насељу је живело 626 становника. Насеље се налази на надморској висини од 10 м.

## Становништво
| 1931. | 1936. | 1951. | 1961. | 1971. | 1981. | 1991. | 2001. | 2011. |
| ----- | ----- | ----- | ----- | ----- | ----- | ----- | ----- | ----- |
| 1.799 | 1.748 | 1.923 | 1.387 | 1.061 | 980   | 985   | 928   | 935   |